# Taňčávúr
Taňčávúr (tamilsky தஞ்சாவூர், anglicky Thanjavur nebo Tanjore) je město v Tamilnádu, jednom ze svazových států Indie. K roku 2011 v něm žilo přibližně 223 tisíc obyvatel a bylo správním střediskem svého okresu.

## Poloha
Taňčávúr leží v deltě řeky Kávérí ústící do Bengálského zálivu. Od Čennaí, hlavního města Tamilnádu, je vzdálen přibližně 320 kilometrů jižně. Bližší větší město je Tiruččiráppalli ležící přibližně 55 kilometrů západně od Taňčávúru.

## Dějiny
Od 9. do 11. století byl Taňčávúr hlavním městem čólské říše.